# Суренаван
Суренаван (вірм. Սուրենավան) — село в марзі Арарат, у центрі Вірменії. Село розташоване на трасі Єреван — Степанакерт та на залізниці Масіс — Єрасх, за 7 км на південний схід від міста Арарат, за 6 км на південний схід від села Арарат та за 4 км на північний захід від села Армаш.

## Відомі особистості
В поселенні народився:
- Габріелян Ашот Грантович (* 1979) — вірменський поет.